# Johann Friedrich Kittl

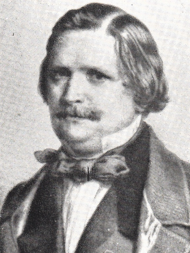
Johann Friedrich Kittl.

Johann Friedrich Kittl, född 8 maj 1806 i Worlik, Böhmen, död 20 juli 1868 i Leszno, var en böhmisk tonsättare. 
Efter att ha avslutat sina juridiska studier i Prag erhöll Kittl undervisning i kontrapunkt hos Václav Jan Tomášek. Han lämnade 1842 ämbetsmannabanan för att uteslutande ägna sig åt musik. Han blev samma år direktör vid musikonservatoriet i Prag efter Friedrich Dionys Weber och innehade denna befattning till 1865. 
Kittl var ledamot av Kungliga Musikaliska Akademien samt riddare av Leopoldsorden. Han komponerade tre operor, varibland Bianca und Giuseppe, oder die Franzosen vor Nizza (text av Richard Wagner), sonater, symfonier, septett, trior med mera.